# Falémé (Mali)
Falémé est une commune rurale malienne, située dans le pays de la Gadiaga, de l'arrondissement de Diboli, dans le cercle de Ambidédi, et la région de Kayes. Elle a pour chef-lieu la localité de Diboly.

## Géographie
La commune d'étend à la frontière du Sénégal à l'ouest de Kayes. La localité de Diboly est située sur la rive droite de la rivière Falémé qui marque la frontière entre le Sénégal et le Mali, et sur la route nationale RN 1 à 53 km à l'ouest du chef-lieu de cercle Ambidédi Poste.
|        | Fégui  | Sony          |
| Kidira | Falémé | Kéméné Tambo  |
|        | Kidira | Samé Diomgoma |

## Villages
La commune s'étend sur 8 localités relevées lors du recensement général de 2009. 
Les villages les plus peuplés sont :
- Diboli (3 566 habitants)
- Dialambi (1 487 habitants)
- Diakassenou (1 366 habitants)

En 2023, la loi 2023-007 attribue à la commune 9 villages administratifs :
- Diboly
- Dialambi
- Diabougou
- Naye-Peulhs
- Digui
- Samba Dramané
- Dakassenou
- Fouroukarané
- Bolibana